# Глоса

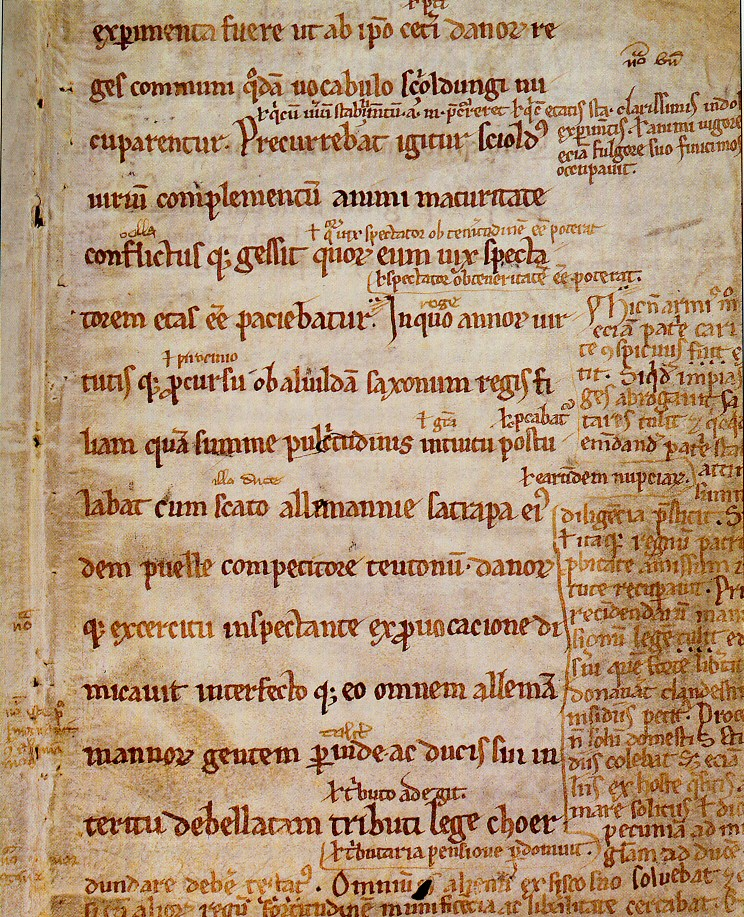
Маргінальна глоса з поясненнями основного тексту документа. Пергаментна сторінка документа з Королівської бібліотеки Копенгагена

Гло́са (від дав.-гр. γλῶσσα — «мова»; від лат. glossa — слово, що потребує пояснення) — коментар або ж пояснення незрозумілих, діалектних, часто іншомовних слів і виразів. Зазвичай додавали до текстів стародавніх і середньовічних рукописів і розміщували на їхніх полях (маргінальні глоси) або в тілі самих документів між стрічками (інтерлінеарна глоса). Глоси подавали мовою тексту або ж мовою читача. У середньовіччі глоси найчастіше застосовували у перекладах текстів з івриту, грецької або латинської мови на німецьку, кельтську чи романські мови.

## Етимологія
Спочатку глосою називали власне незрозуміле слово чи вираз. Слово «gloss» загалом вперше було використано в 1570-х роках для позначення вставки спеціального слова (фрази) для додаткового пояснення. Воно почало інтенсивно використовуватися в 1630-х роках саме для роз'яснення (тлумачення) текстів у формі примітки, що вставлялася на краю тексту, щоб пояснити складне слово або фрагмент тексту. Термін «глосарій» етимологічно походить саме від «глоса» і є набором (зібранням) глос. Компіляція глос у глосаріях була початком лексикографії. З цієї точки зору глосарії були першими своєрідними тлумачними словниками.

## У теології та праві

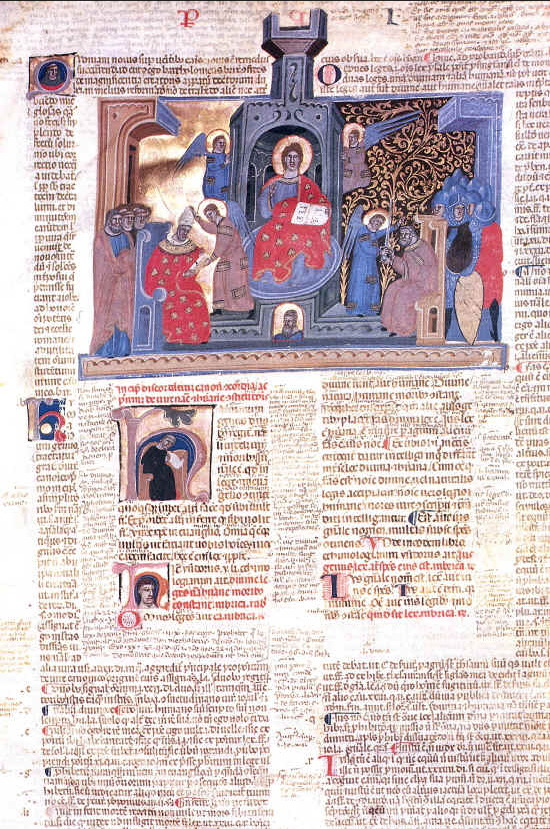
Глоси написані на полях роботи з канонічного права «Concordia discordantium canonum» монахом-правознавцем Граціаном

Глоси дуже інтенсивно використовувалися у середньовічній біблійній теології. Чимало фрагментів Біблії тогочасні теологи сприймали й трактували як оригінальний текст при тому, що уже на той час вони містили глоси (або і були по суті ними) пізніших авторів до оригінальних текстів. Це ж явище також мало місце і в частині трактування середньовічних законів: глоси на римське право і канонічне право стали актуальними орієнтирами для наступних дослідників і читачів.. Колекція середньовічних правових глос, підготовлених і впорядкованих так званими глосаторами, з коментарями до юридичних текстів, називається апаратом[прояснити].

## У філології
У лінгвістиці проста глоса у тексті зазвичай позначається одинарними лапками, що передують транскрипції іноземного слова. Наприклад: Тип козацького човна називається чайкою «чайкою».

## У літературі
Глоса в літературі — це поетична форма, в якій вірш коментує або розвиває іншу поему, використовуючи послідовні рядки оригінальної поеми як остаточний рядок[прояснити] кожної строфи нового вірша. Вірші такого типу були найбільш поширені в іспанській поезії за доби середньовіччя та Ренесансу. Він зазвичай починався чотирирядковим епіграфом (мотто) зі сформульованою темою твору в цілому, що розкривалася у відповідних за кількістю децимах (строфах з десяти рядків). Кожен рядок мотто завершує кожну дециму. Прикладом літературної глоси може служити вірш «Si mi será tornase a es» (розділ 18 другої частини Дон Кіхота).

## У соціології
Талкотт Парсонс використовував слово «gloss» для опису процесу, за допомогою якого розум будує реальність. Деякі дослідження показали, що наш розум «фільтрує» інформацію, надану органами чуттів. Ця «фільтрація» відбувається, в основному, на підсвідомому рівні і визначається культурою, мовою, традиціями, релігією, особистим досвідом, нашою системою переконань і так далі. Тому різні культури створюють різні глоси щодо номінально однакових ситуацій реального світу.